# Cyphostemma humile
Cyphostemma humile är en vinväxtart. Cyphostemma humile ingår i släktet Cyphostemma och familjen vinväxter.

## Underarter
Arten delas in i följande underarter:
- C. h. dolichopus
- C. h. humile